# Бора
Бора̀ (на босненски: bura; на хърватски: bura; на гръцки: βοράς; на италиански: bora; на словенски: burja; на турски: bora) е северен, североизточен силен студен, сух, поривист вятър, който духа от ниски планински хребети към топло море.

## Характеристика
Формира се предимно през студеното полугодие. Тогава налягането над сушата е високо, а над морето е ниско. Когато студеният въздух срещне планинска преграда, той се натрупва зад нея. Прехвърля се през седловините, което води до свиване на въздушния поток и увеличаване на скоростта му. Въздухът се спуска с голяма скорост по подветрения склон. Тъй като височината на преградата е малка, адиабатното затоляне на спускащия се въздух е незначително. Важно условие за формиране на бора е голям контраст на температурата между топло море и изстудена суша, както и наличие на невисок непрекъснат планински хребет, перпендикулярен на въздушния поток.

## Разновидности

### Новоросийска бора
Успоредно на североизточния бряг на Черно море се намират северозападните разклонения на Кавказ. Новоросийск е разположен между Черно море и хребета Варада, а в близост до него е Мархотската седловина с височина 430 m, което е предпоставка за развитието на бора. Студеният въздух настъпва от североизток като се натрупва зад хребета. След това прелива през Мархотската седловина и с висока скорост се спуска към морето и града. Скоростта на вятъра в Новоросийск варира между 20 и 100 m/s. Нахлуващият въздух е с много ниска температура, което води до рязко понижаване на температурата до -20 °C. Това е причина за замръзване на водата, която облива кораби, къщи и пристанищни съоръжения и замръзва по тях. Продължителността на новоросийската бора трае от 2 до 7 дни.

### Адриатическа бора
Проявява се като силен студен северен или североизточен вятър, духащ от планинските хребети между Алпите и Динарските планини към Адриатическо море. Най-характерен е за териториите между полуостров Истрия и Дубровник. Проявява се през зимата, като има голяма повтаряемост и продължителност.
Адриатическата бора бива два вида:
- Циклонална бора – формира се при преминаването на циклони през централната част на Адриатическо море, съпроводена е с дъжд и достига до 60 km навътре в морето
- Антициклонална бора – обхваща цялото североизточно крайбрежие на Адриатическо море, но не прониква надалеч в морето[2]

### Мистрал
Мистрал е характерен за Южна Франция по долината на река Рона, където духа студен северен или северозападен вятър, възникващ при циклон с център Генуезкия залив и високо налягане над Франция. През зимата е особено силен и причинява множество материални щети.

### Други разновидности
Бора се образува при преминаване на циклони от Баренцово в Карско море, която се проявява в Нова Земя.
По крайбрежието на Байкал се проявяват студени падащи ветрове, които са наречени от местното население баргузин и сарма.
В България студени падащи ветрове се наблюдават в Задбалканските котловини. В Сливен вятърът достига до 40 m/s, местното население го нарича бура. В България няма класически условия за образуване на бора – съчетание на планински хребет с топло море откъм подветрената му страна.